# Xe cứu hỏa

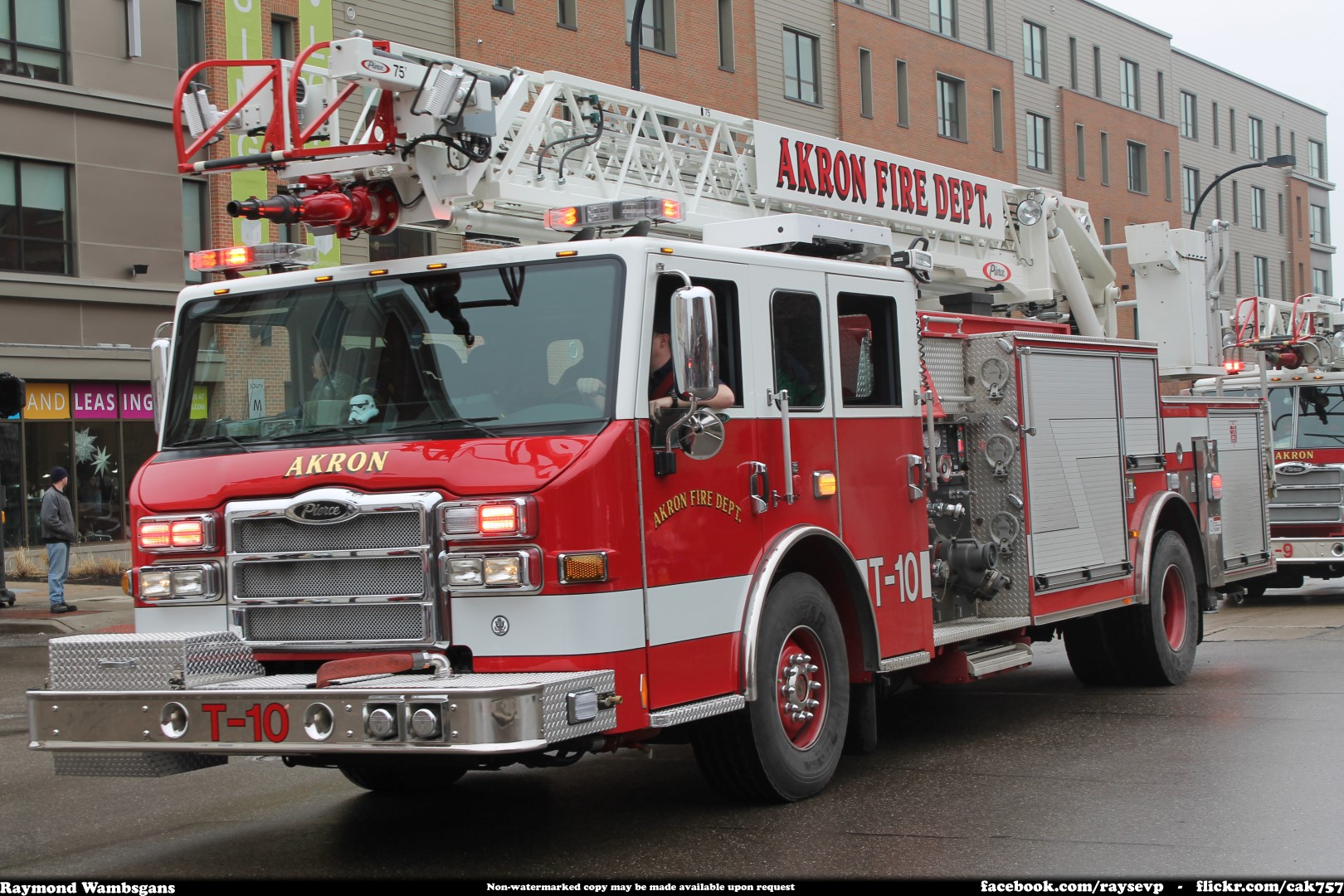
Xe cứu hỏa Pierce ở Akron Ohio Hoa Kỳ

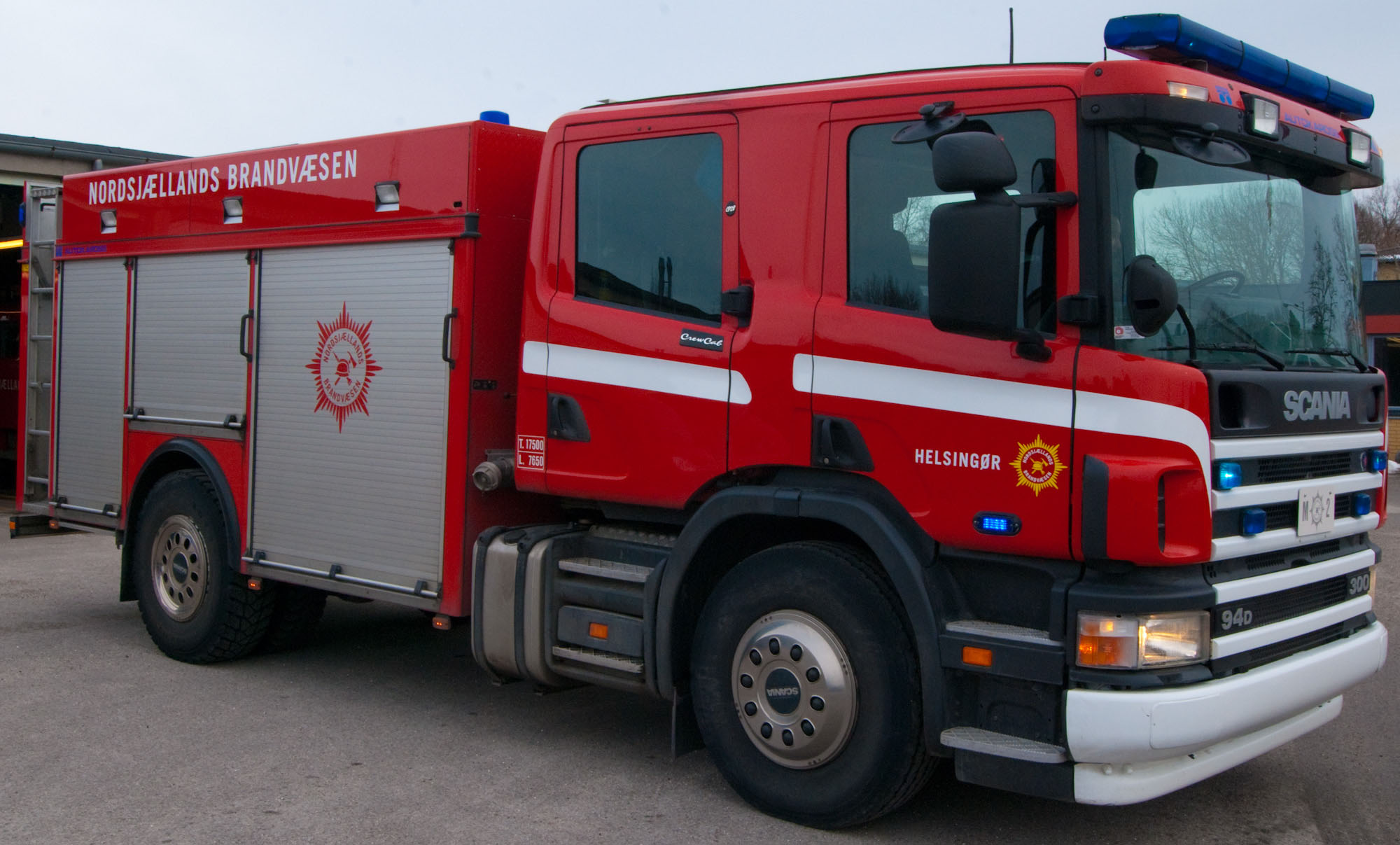
Xe cứu hỏa tại Đan Mạch

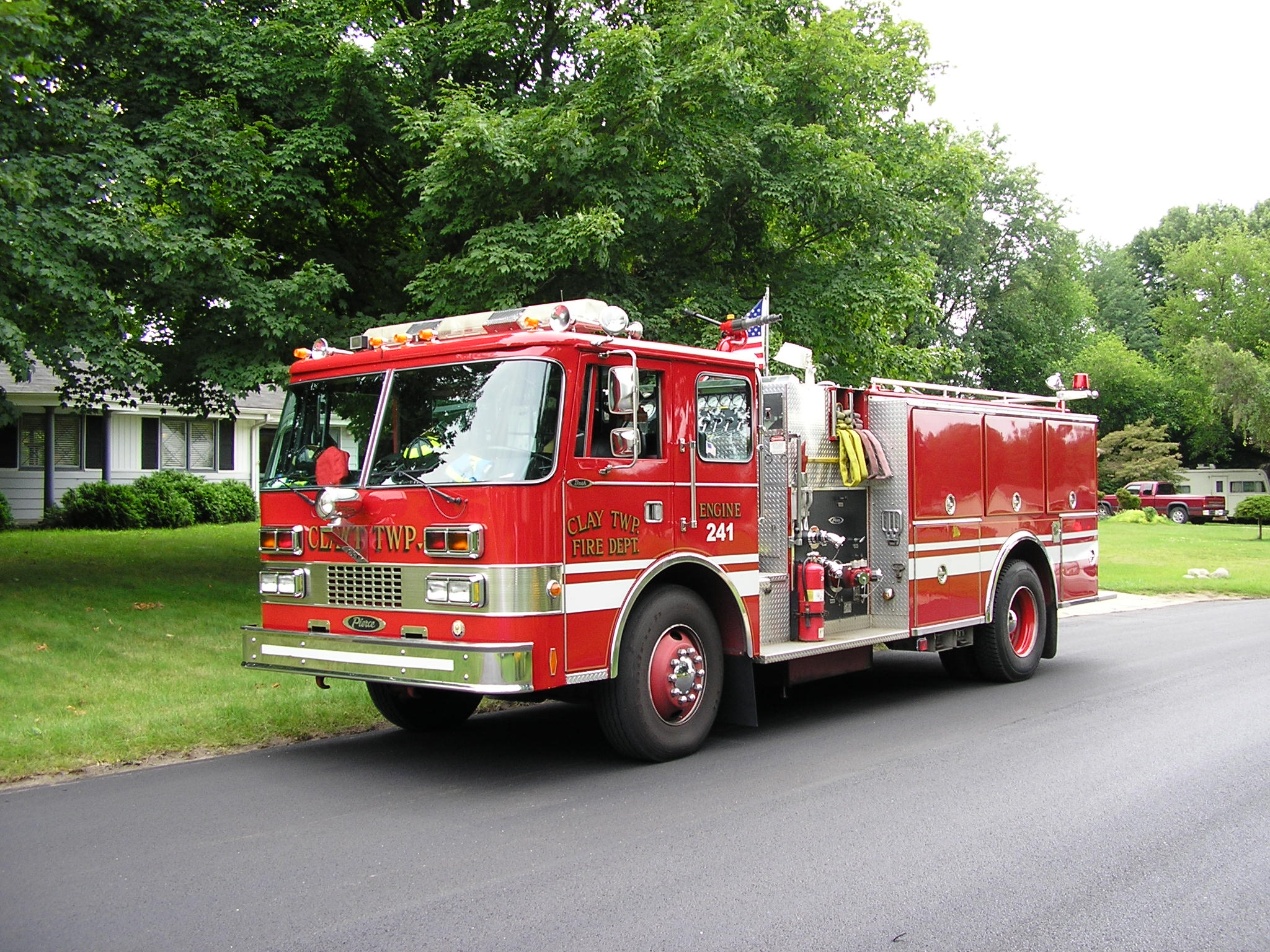
Xe chữa cháy của South Bend, Indiana.Hệ thống Máy bơm nằm giữa xe.

Xe cứu hỏa hay xe chữa cháy là một loại xe chuyên dụng dùng để dập tắt các đám cháy. Mục đích chính của xe cứu hỏa bao gồm vận chuyển lính cứu hỏa đến một sự cố cũng như mang theo thiết bị cho các hoạt động cứu hỏa và cứu hộ cứu nạn. Một số xe cứu hỏa có chức năng chuyên dụng,như dập tắt đám cháy và cứu hộ cứu nạn.
Nhiều xe cứu hỏa dựa trên khung gầm xe thương mại được nâng cấp và tùy chỉnh thêm cho các yêu cầu chữa cháy.Chúng thường được trang bị còi báo động và đèn chiếu sáng cho xe dùng trong trường hợp khẩn cấp,cũng như các thiết bị liên lạc như radio hai chiều và công nghệ thông tin liên lạc.

## Xe bơm
Xe bơm được thiết kế để bơm nước sử dụng động cơ bơm và nguồn nước cấp ngay trên xe và nó có thể được tái nạp nước thông qua một trụ nước cứu hỏa, bể nước hay bất kỳ một nguồn nước nào đó có thể tiếp cận để hút nước bơm chữa cháy.

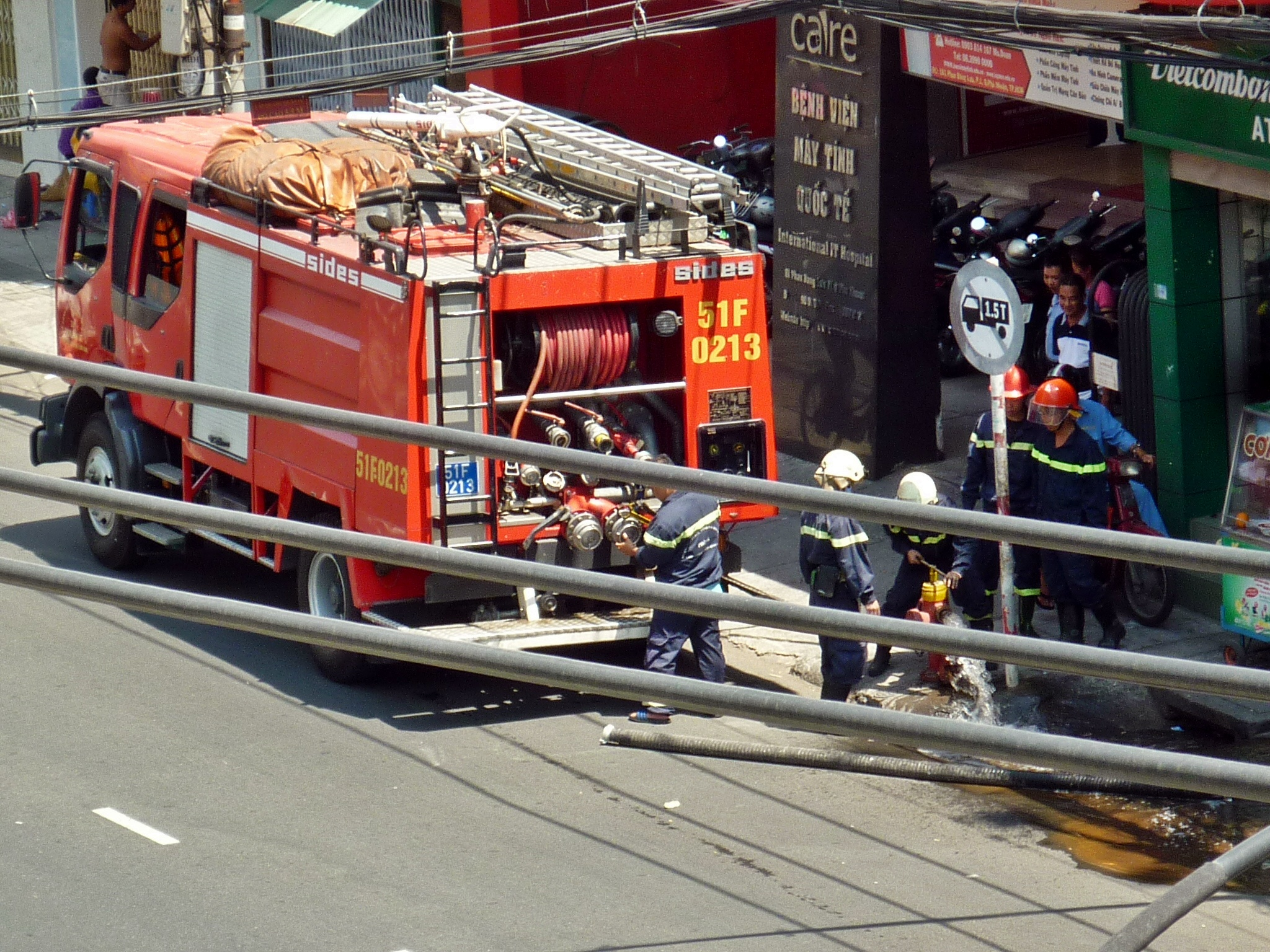
Xe cứu hỏa Renault Sides (PCCC TPHCM) đang thao tác bơm nước từ trụ cứu hỏa để chữa cháy.

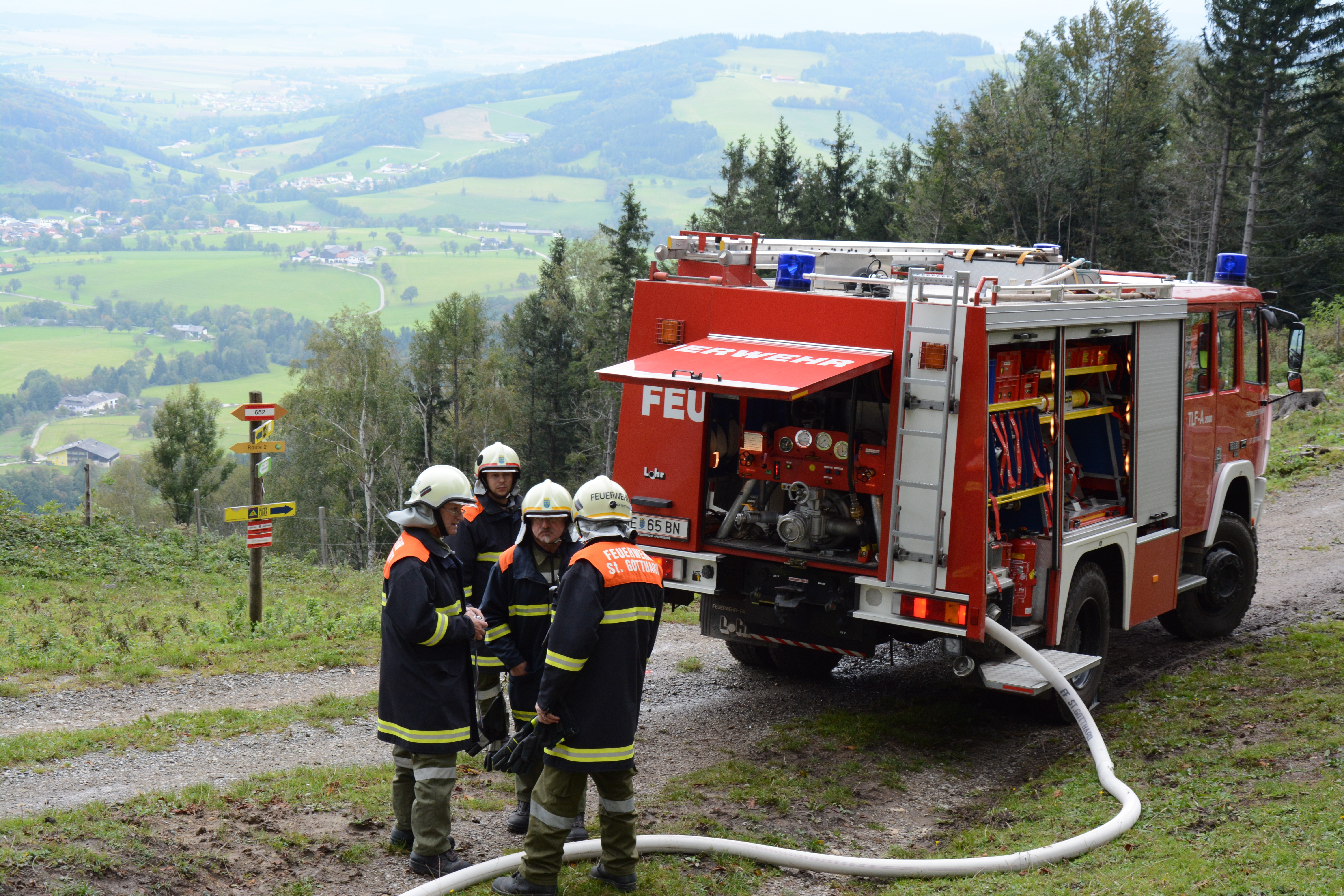
Lính cứu hỏa thực tập

Các xe cứu hỏa kiểu này cũng được gọi là xe bơm bởi vì chúng được dùng để bơm nước vào các téc nước có sẵn trên xe để phun nước bằng vòi rồng dập tắt đám cháy. Có nhiều kiểu thiết kế xe cứu hỏa với vị trí bơm được đặt ở bên trên, bên cạnh, phía trước hay phía sau xe hoặc thậm chí là bên trái và bên phải của xe. Thỉnh thoảng, xe bơm cũng được sử dụng làm súng phun nước để kiểm soát đám đông chẳng hạn như chống bạo động ở một số quốc gia không có xe chuyên dụng để chống bạo loạn. Các xe bơm có thể mang theo một khối lượng nước nhất định nhưng cũng có thể dựa trên nguồn cung cấp nước từ trụ nước hay bể nước cứu hỏa.
Mục đích lớn nhất của xe bơm là ngăn chặn trực tiếp đám cháy bùng phát lớn khó kiểm soát. Nó có thể mang theo một số dụng cụ như thang, câu liêm, rìu, bình bọt, và thiết bị thông gió. Ngày nay, một xe bơm cứu hỏa có thể là một phương tiện phục vụ nhiều mục đích mang theo các thiết bị cứu hoả, cứu hộ cứu nạn, phản ứng nhanh... chuyên nghiệp. Không nhất thiết phải phân biệt rõ ràng giữa xe bơm và xe thang hay một xe cứu hộ cứu nạn (xem thêm Phương tiện cứu hộ).

## Xe thang
Một xe thang cứu hỏa khác biệt xe bơm cứu hỏa là nó không có nguồn cung cấp nước trên xe. Thay vào đó các xe thang được trang bị một hệ thống thang dài hoạt động bằng thủy lực, các thiết bị hỗ trợ chữa cháy khác, rất nhiều dụng cụ cứu hộ, phương tiện thoát hiểm, và thiết bị khẩn cấp khác.
Cứu hỏa môi trường hoang dã đòi hỏi các phương tiện đặc biệt có thể đi trên đường núi, độc lập hoạt động, gầm và bộ treo có khoảng cách lớn từ mặt đất. Các xe cứu hỏa loại cho môi trường hoang dã và xe cấp nước cứu hoả môi trường hoang dã có thể có dung tích chứa nước nhỏ hơn, nhưng có khả năng tiếp cận những địa điểm nơi xe cứu hoả đô thị không thể tới được.

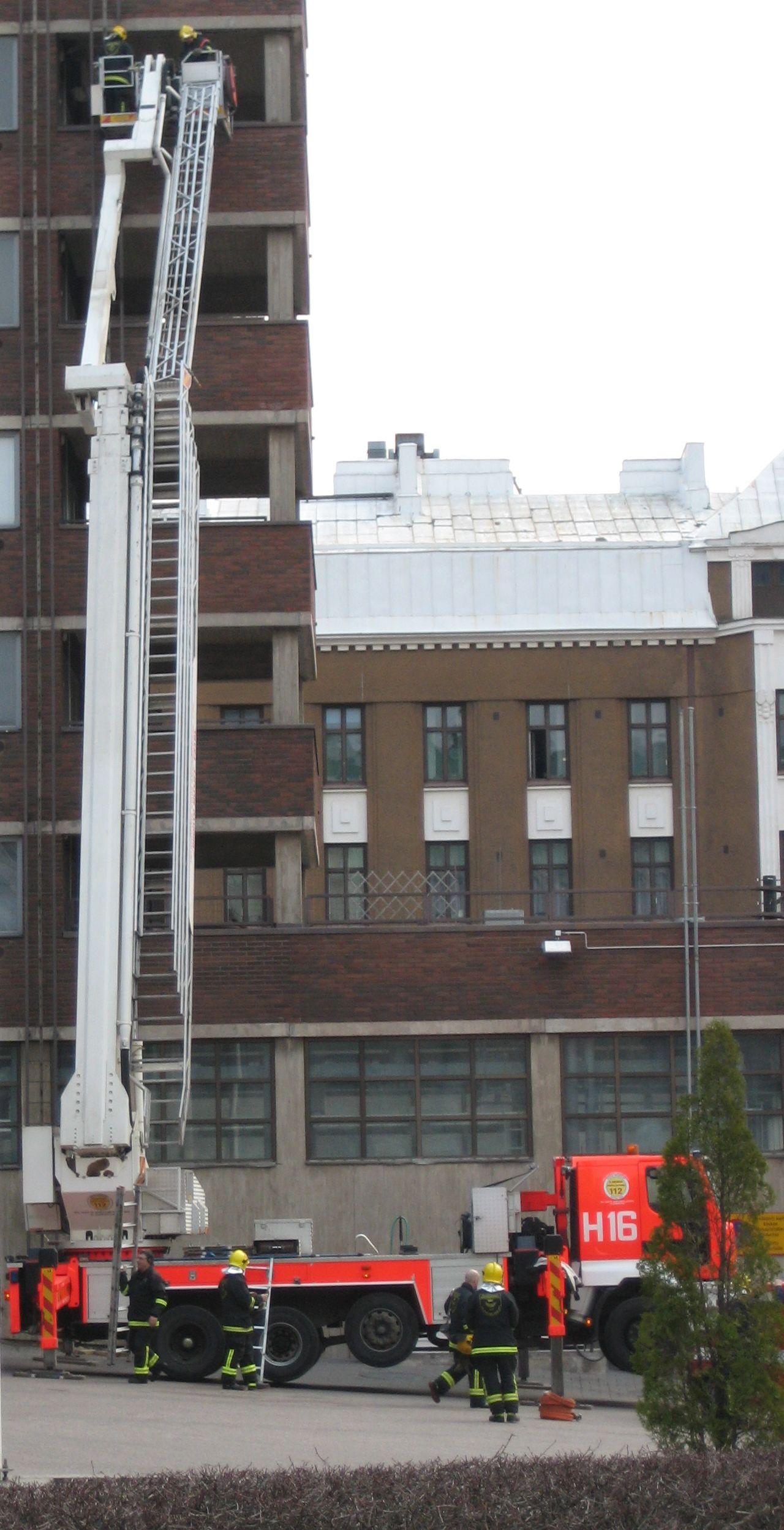
Xe thang SISU tại Helsinki, Phần Lan

Thang quay là hình thức thang thường thấy nhất trên các xe thang, ngoài ra trong một đội cứu hộ còn có các thành phần khác như cứu hộ, xe đèn và các đơn vị đặc biệt khác. "Xe bánh lái", một xe thang kiểu sơ mi rơmoóc cần có hai người lái. Nó có hai vô lăng riêng biệt cho các bánh trước và bánh sau (thiết bị lái bánh sau thỉnh thoảng giống kiểu tay bánh lái hơn là vô lăng). Xe này thường được sử dụng ở những khu phố hẹp, nơi các xe dài hơn không thể tiếp cận. Hiện việc sử dụng xe thang kiểu này đang dần giảm tại Hoa Kỳ; tuy nhiên, một số thành phố lớn như Baltimore, Maryland, San Francisco, California hay Portland, Oregon, vẫn phải dựa phần lớn vào chủng loại xe này.
Thuật ngữ "Xe lái" và "Xe Móc với Thang riêng biệt" không thay đổi lẫn nhau được. Các công ty xe tải thường sản xuất xe thang. Theo tên gọi chung "xe thang", có rất nhiều kiểu xe thang. Thang phía sau, ở giữa, thang vươn thẳng, và thang khớp nối là những kiểu chính. Nói chung, xe thang mang theo nhiều loại thang và móc kéo khác nhau.Thang rõ ràng để phục vụ nhiều mục đích; móc cũng vậy nhưng thường thường là để kéo đổ tường giúp phát hiện những khu vực cháy bên trong, và cho phép tiếp cận chữa cháy. Móc cũng có thể dùng để kéo đổ cửa sổ... Về mặt kỹ thuật phương tiện mang theo móc và thang có thể được coi là "xe móc và kết hợp với thang".
Xe thang có thể vươn tới độ cao 112 mét (tương đương trên 328 feet). Thang thường có nhiều đoạn được lắp đặt trên một hệ thống khớp thủy lực. Nếu lắp thêm một cánh tay phụ, thang có khả năng vươn cao trên mái nhà. Những thang như vậy được trang bị thêm thiết bị điều khiển, chiếu sáng, đường dẫn nước cố định, ổ cấp điện và các mũi phun khí nén. Cáng có thể được đưa xuống dọc theo thang này. Một số xe thang có thể được điều khiển hoạt động từ xa trong trường hợp xử lý đám cháy hoá chất độc hại và nguy hiểm.

## Trang thiết bị khác
Nhiều lực lượng cứu hộ y tế cũng có những phương tiện đặc biệt như xe cứu thương hay xe tải hỗ trợ,xe cứu hộ cứu nạn...

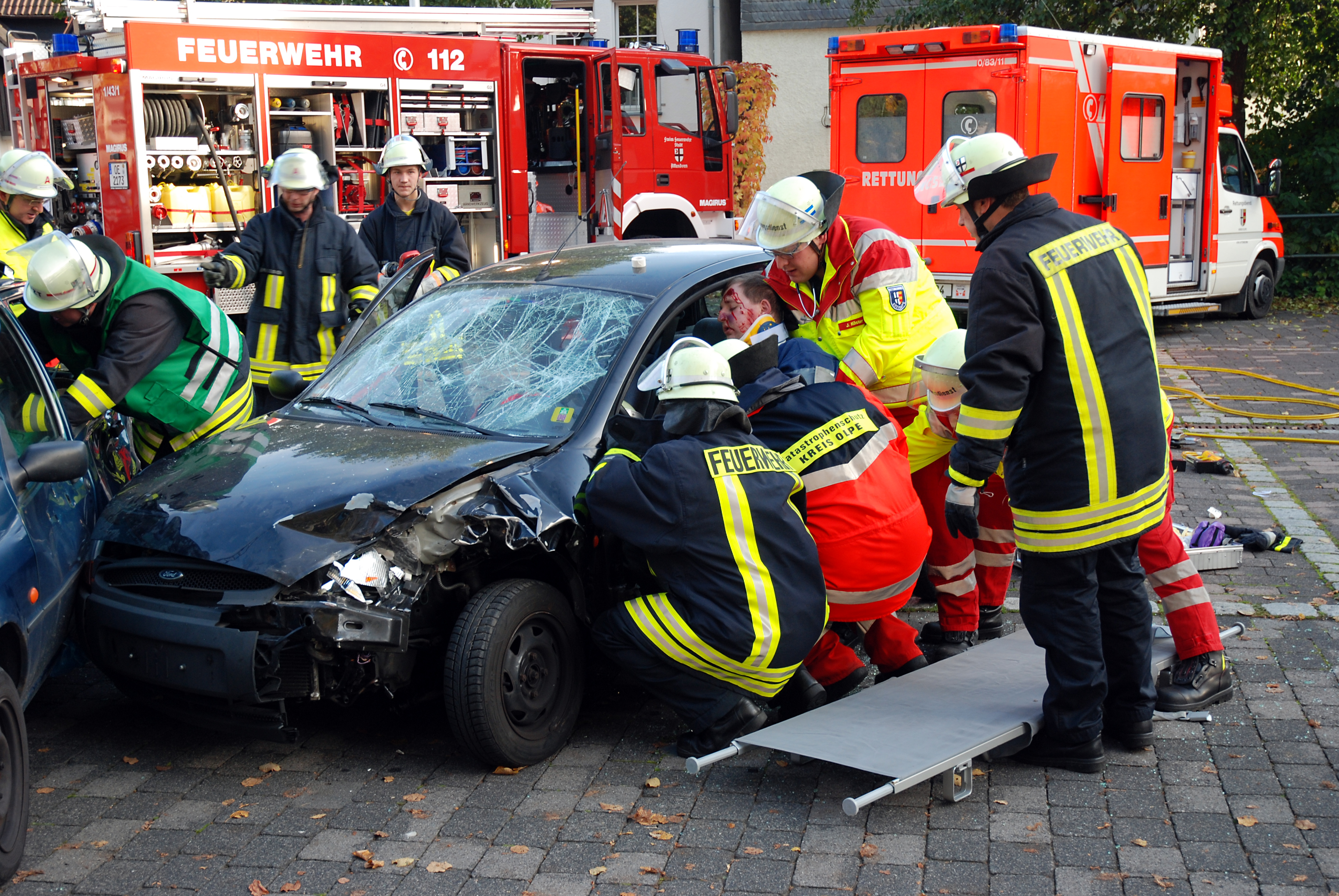
Lính cứu hỏa cứu hộ nạn nhân tai nạn giao thông

Ở một số nước, đội cứu hỏa cũng là đội cứu trợ y tế,thường được dùng để đưa các kĩ thuật viên y tế đến những nơi có tình huống khẩn cấp bởi vì đội cứu hỏa thường phản ứng nhanh hơn so với đội xe cứu thương của các bệnh viện. Việc này đôi khi cũng làm nhiều người khó hiểu khi thấy đội cứu hỏa thực hiện nhiệm vụ mà không có đám cháy nào cả,nhưng thực tế thì số lượng cuộc gọi cứu hộ cứu nạn và trợ giúp y tế ở một số khu vực thường nhiều hơn số cuộc gọi cứu hỏa.
Ở những khu vực rừng rậm, một loại xe cứu hỏa đặc biệt là brush truck hay xe chữa cháy cứu hộ cứu nạn rừng được sử dụng. Đó là những loại xe có khả năng đi trên những địa hình gồ ghề để có thể tiến đến sát ngọn lửa và tiến hành dập tắt đám cháy.

## Tóm tắt lịch sử của trang thiết bị cứu hỏa

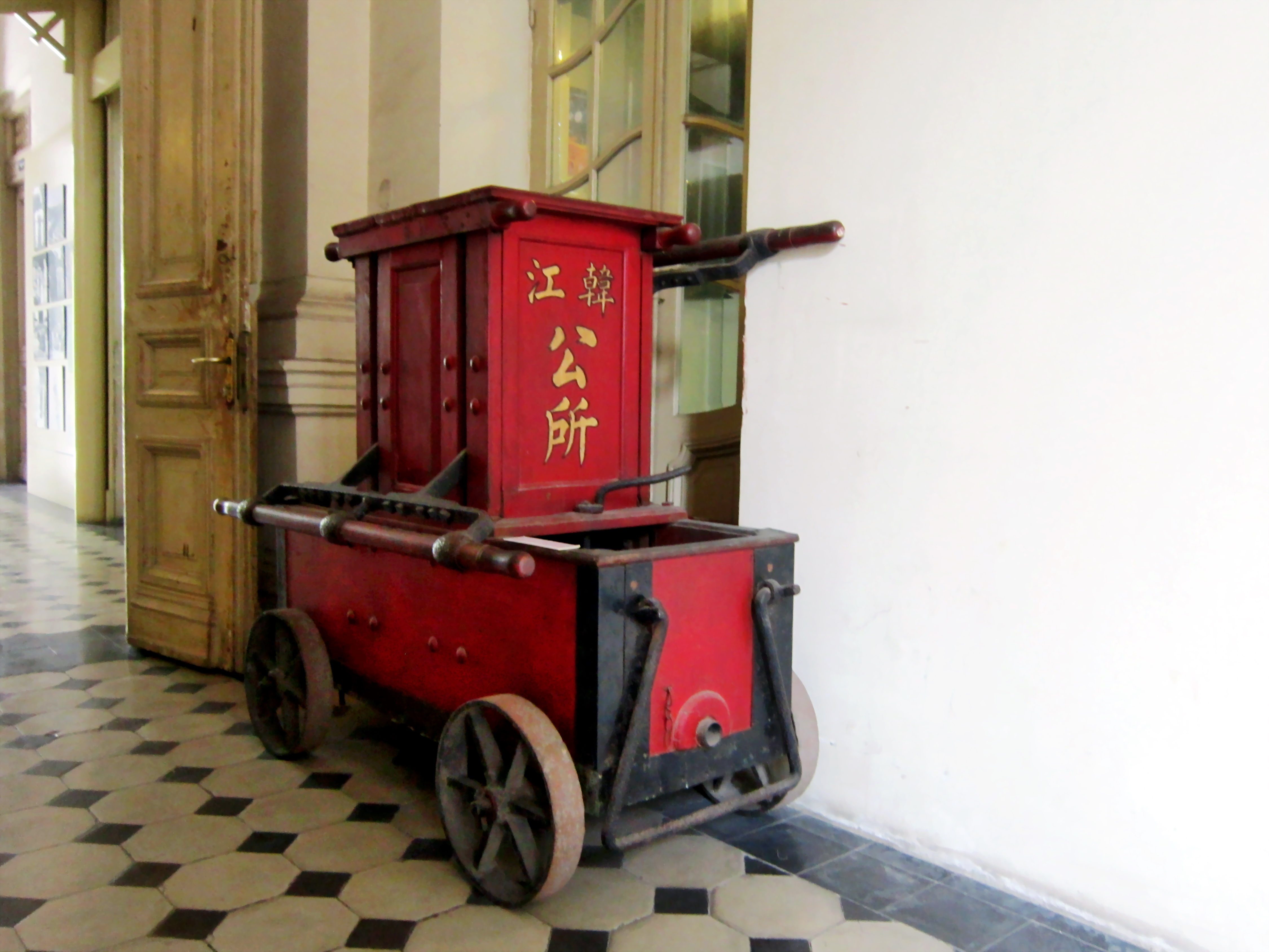
Xe chữa cháy của Nghĩa Nhuận Hội Quán ở Chợ Lớn (nay thuộc Quận 5, Thành phố Hồ Chí Minh) sử dụng từ cuối thế kỷ 19, hiện đang trưng bày tại Bảo tàng Thành phố Hồ Chí Minh.

Ctesibius ở Alexandria được xem là người sáng chế ra chiếc bơm cứu hỏa đầu tiên vào khoảng thế kỷ 2 trước CN. Bơm cứu hỏa được tái sáng chế lại ở châu Âu trong những năm 1500, theo lời kể lại là đã được dùng ở Augsburg vào năm 1518 và Nürnberg vào năm 1657. Một quyển sách về phát minh năm 1655 đã đề cập tới một loại máy bơm hơi nước (được gọi là máy cứu hỏa) được dùng để "đưa một cột nước lên cao 40 feet", nhưng không cho biết nó có thể di chuyển được hay không.

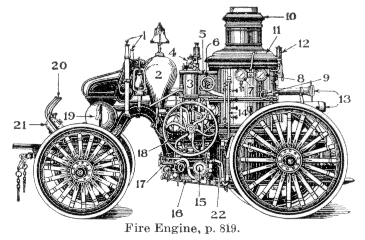
Thiết bị cứu hỏa cũ

Những chiếc máy bơm đầu tiên dùng nguồn nước từ các thùng chứa. Sau đó nước được dẫn qua các ống gỗ ở phía dưới đường, và nắp của ống dẫn sẽ được kéo ra để lắp vòi hút nước vào. Hệ thống sau đó được kết hợp với trụ nước cứu hỏa, nơi áp lực được tăng lên khi có báo động cháy. Tuy nhiên điều này gây hại cho hệ thống dẫn nước và không ổn định. Ngày nay hệ thống trụ cứu hỏa sử dụng van thường được giữ dưới áp suất ổn định, và khi cần thiết có thể tăng thêm áp suất. Áp suất ở các trụ cứu hỏa đã giúp giảm bớt việc bơm nước vào các vòi chữa cháy. Ở các vùng quê thì thiết bị cứu hỏa vẫn phải trông cậy vào các thùng chứa nước hay các nguồn khác để lấy nước vào máy bơm.
Luật pháp thời thuộc địa của Hoa Kỳ quy định mỗi ngôi nhà phải có một xô nước ở trước bậc lên xuống (đặc biệt là vào ban đêm) để phòng trường hợp có cháy, đội cứu hỏa thời đó sẽ tạt nước vào đám cháy.

## Hình ảnh các xe cứu hỏa

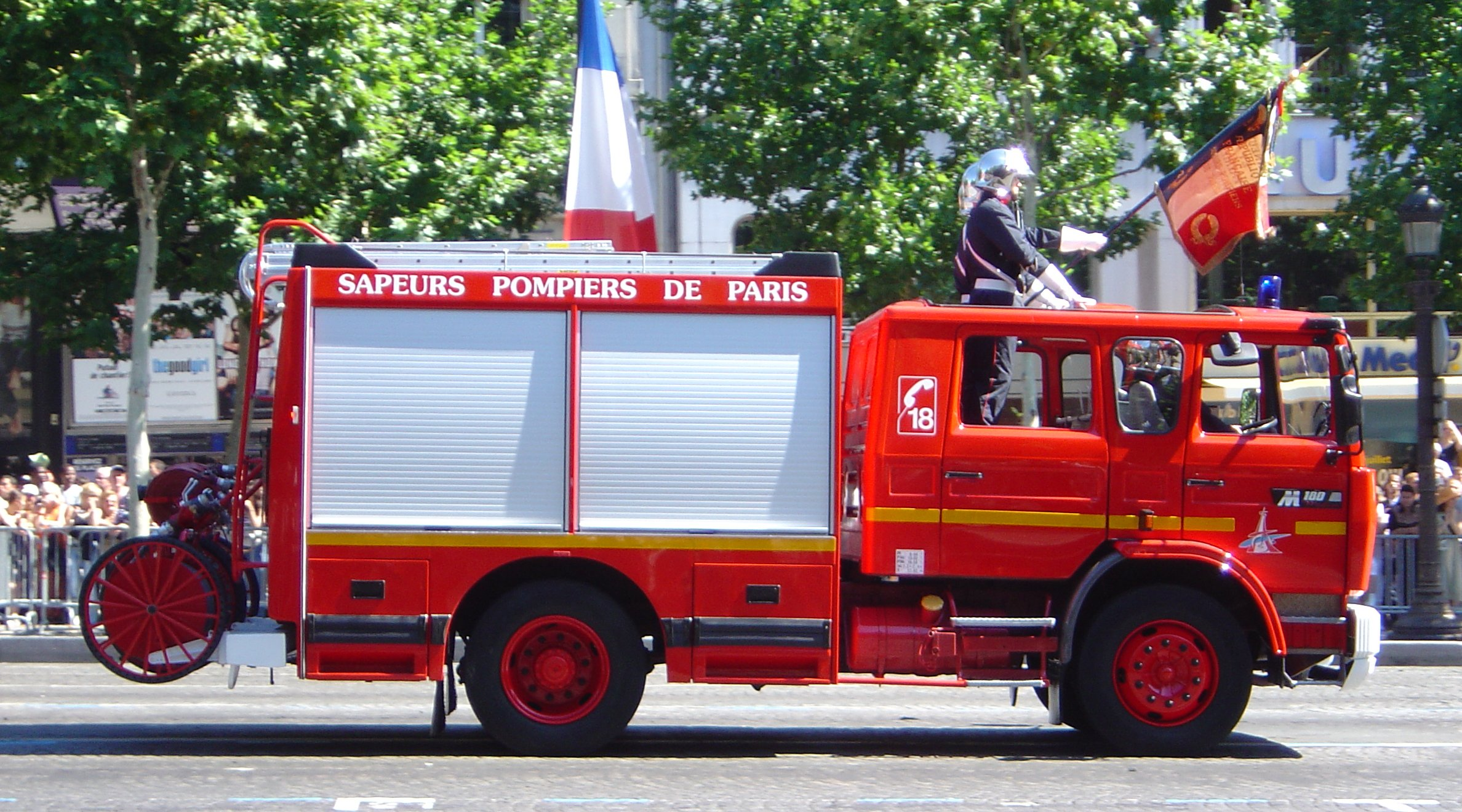
Xe cứu hỏa Renault Camiva đời cũ ở Paris.
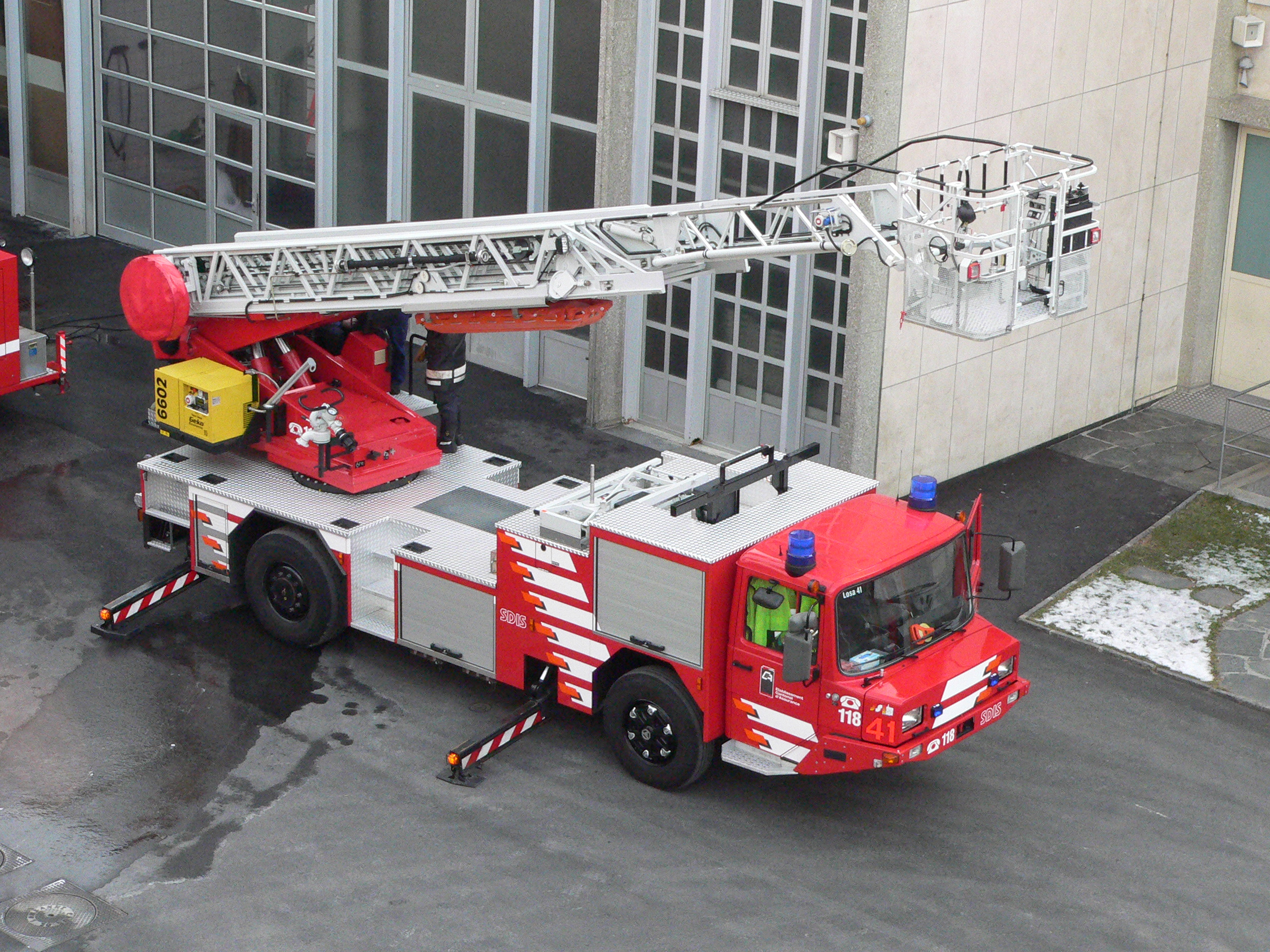
Xe cứu hỏa ở Lausanne.
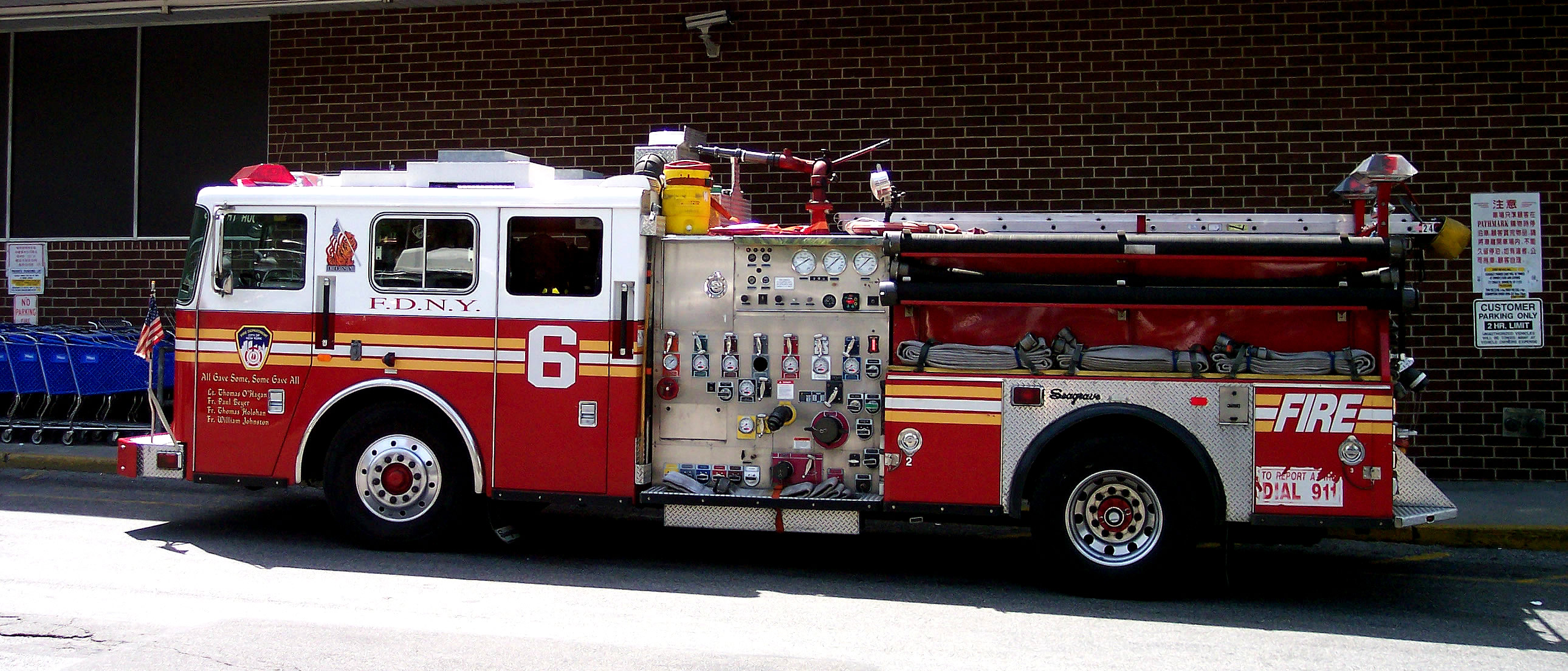
FDNY ở Thành phố New York.
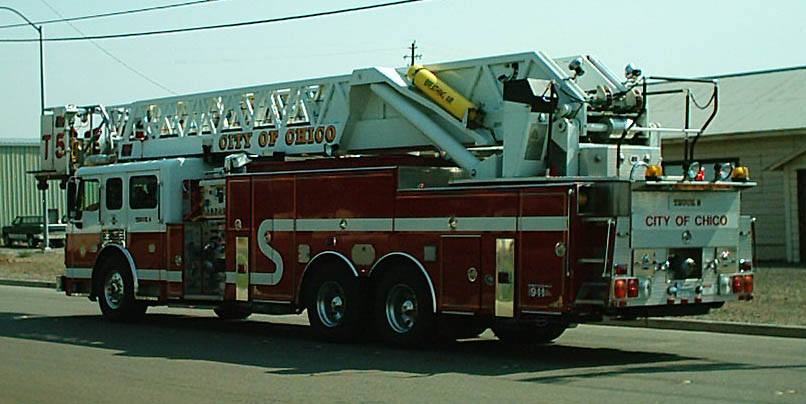
Truck 5 ở Chico, California.
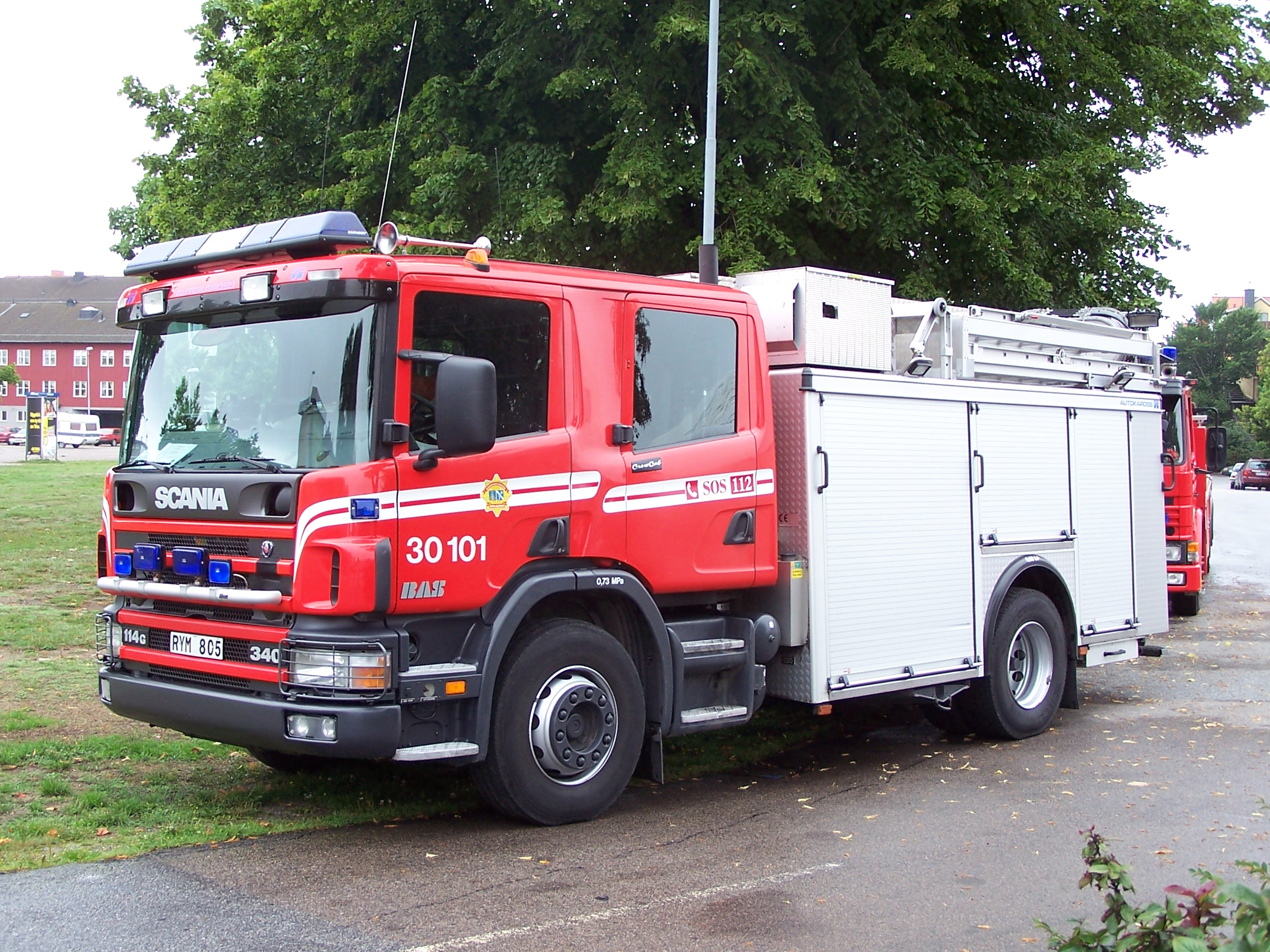
Xe chữa cháy Scania "BAS" của Thụy Điển.
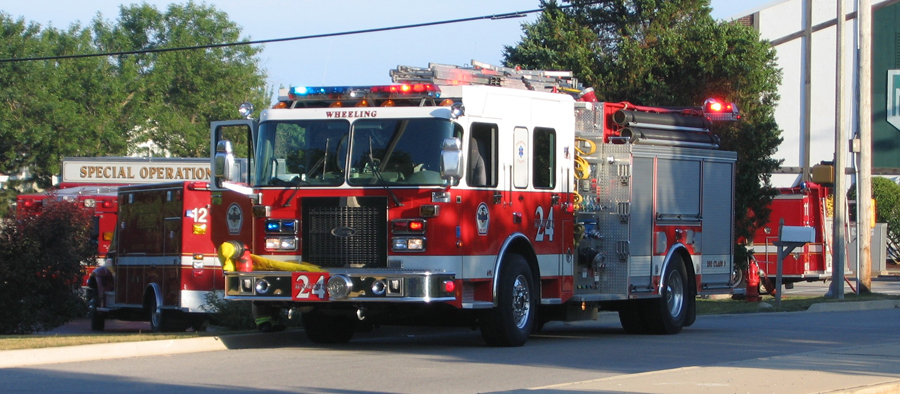
Wheeling, Illinois FD Engine 24.
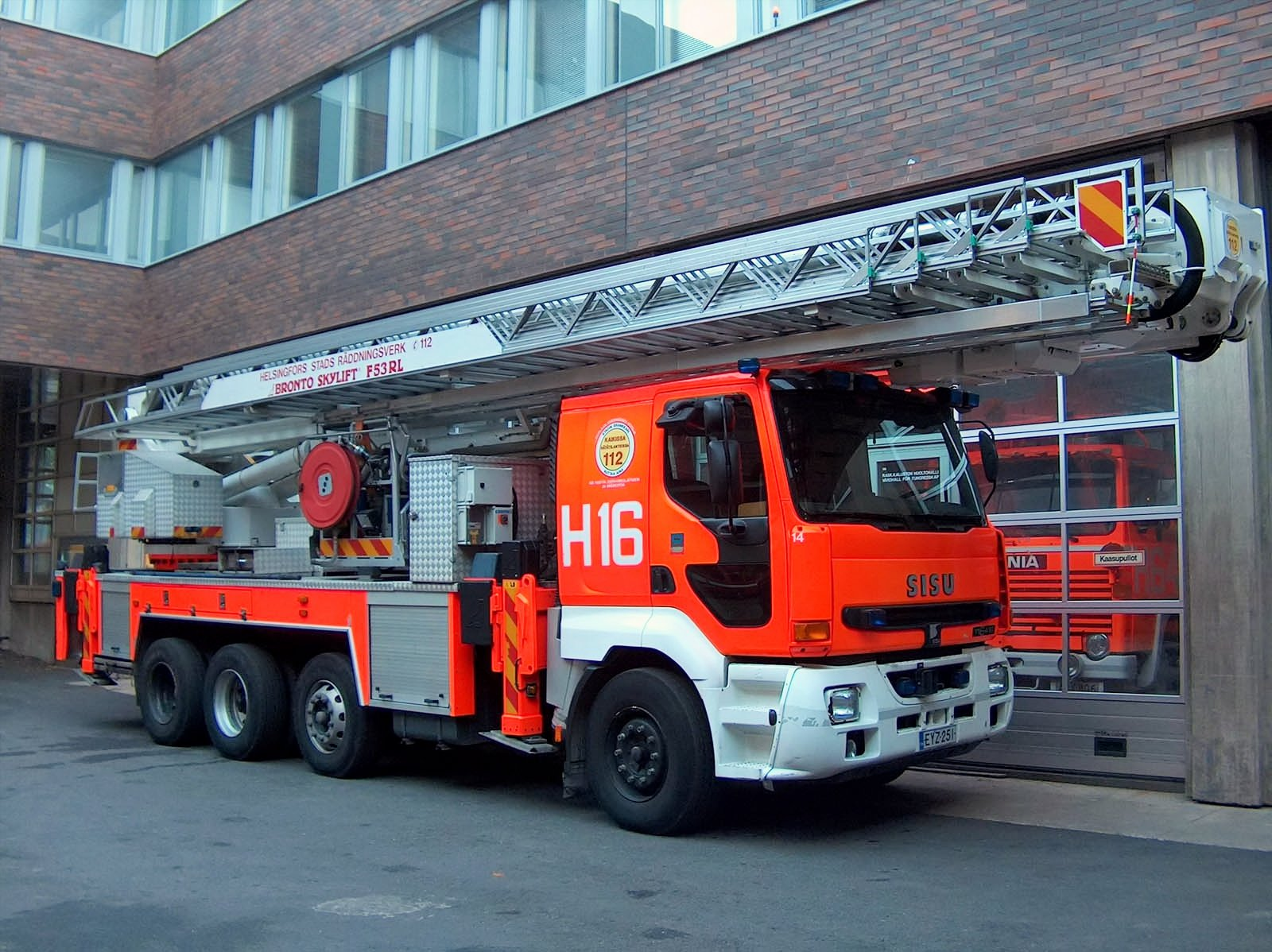
Xe thang ở Helsinki, Phần Lan.
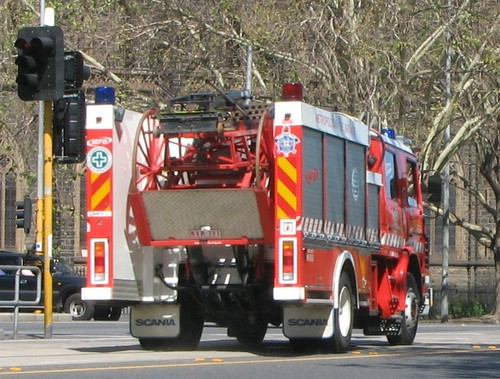
Combination Ladder ở Melbourne, Australia.
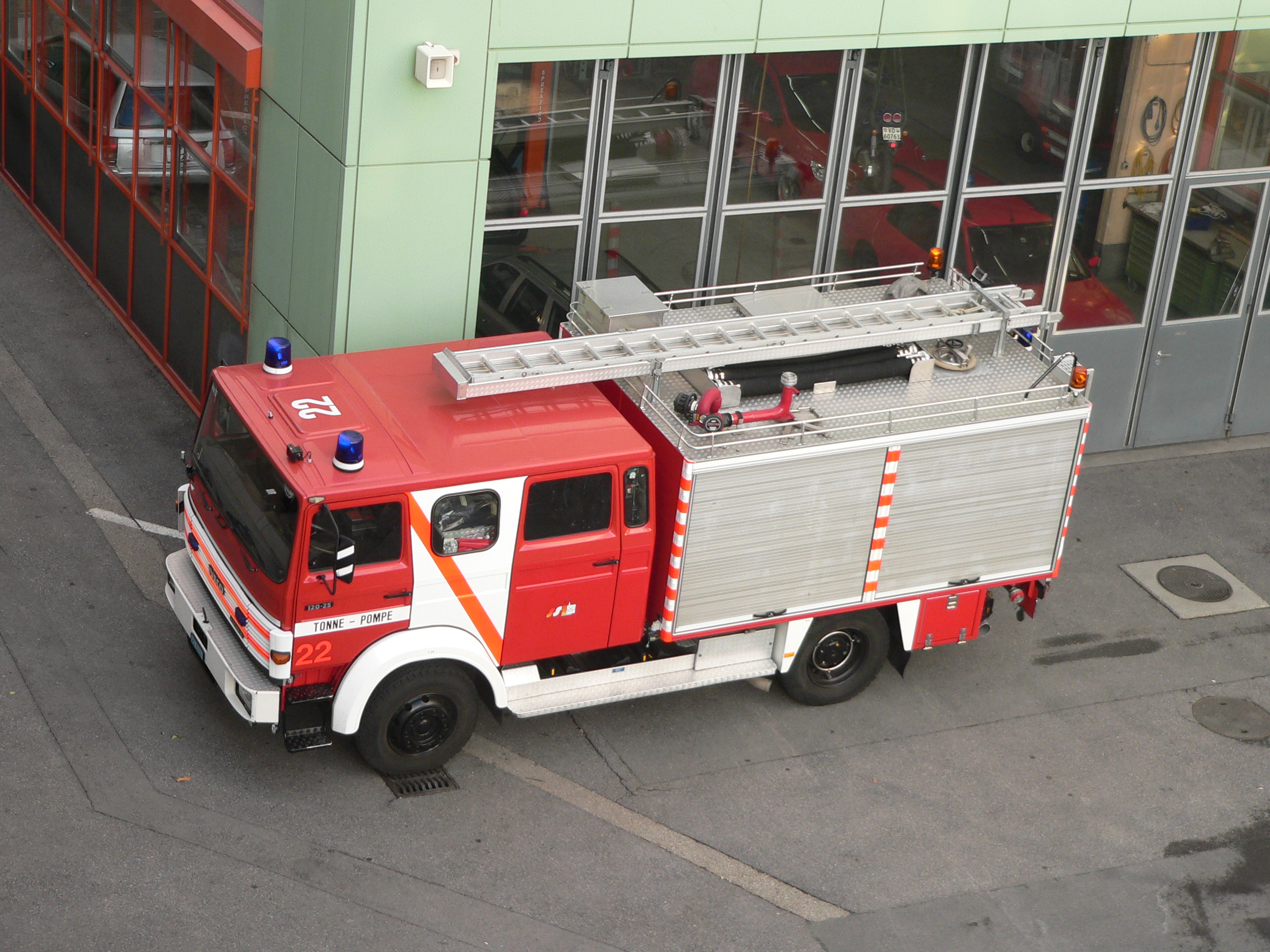
Xe cứu hỏa của sở cứu hỏa Lausanne.
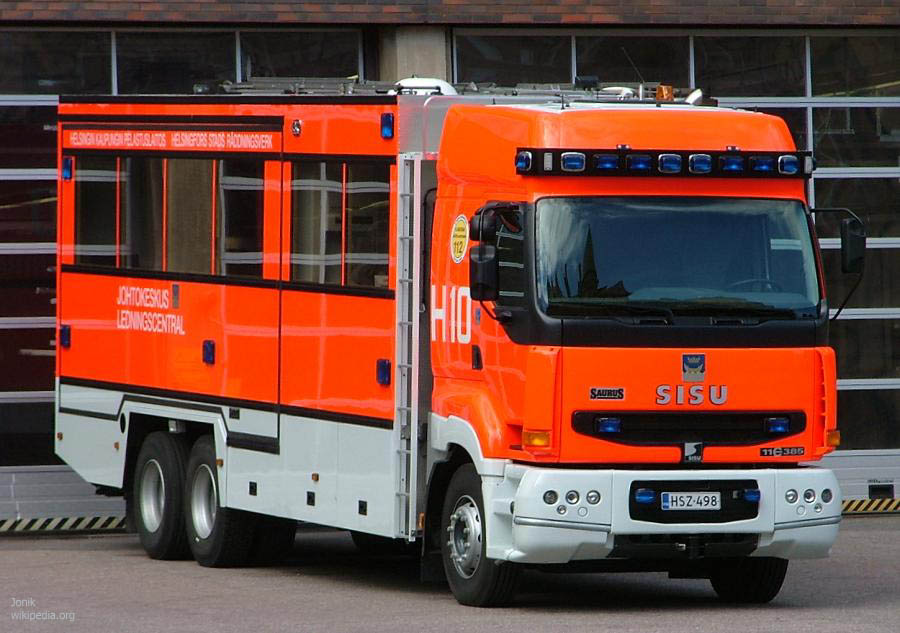
Một xe trung tâm chỉ huy tác chiến PCCC VS CHCN di động tại Helsinki, Phần Lan.
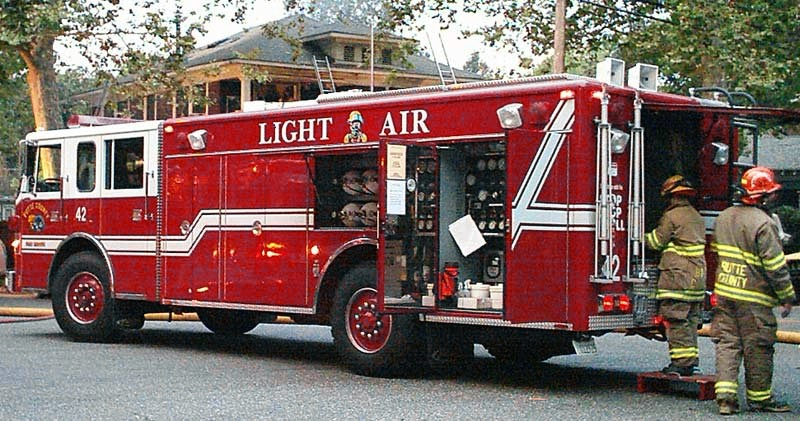
Support 42 - Quận Butte, California, Mỹ.